# Estacada (arquitectura)
Estacada es el nombre que se da, en las fortificaciones militares, a la fila de estacas colocadas perpendicularmente, a una distancia de entre dos y dos y media pulgadas (aproximadamente entre 5 y 6 cm), e hincadas unos tres pies (91 cm) en el terreno; se unen entre sí con listones o travesaños. Se ponen sobre la banqueta de un camino cubierto, de modo que los soldados que están sobre ella pueden disparar entre las estacas. 
También se utilizan en el filo exterior de la berma  que recorre el pie de una muralla, separándola del foso. En estos casos, cuando la estacada se dispone con una pequeña inclinación hacie el foso, se le denomina estacada horizontal.